# Лорд, Стенли
Стенли Лорд (англ. Stanley Lord; 13 сентября 1877 — 24 января 1962) — английский моряк, капитан лайнера «Калифорниэн», который в ночь с 14 на 15 апреля 1912 года находился в непосредственной близости от места крушения «Титаника».

## Биография
Лорд родился в Болтон, Ланкашир. В марте 1891 года начал обучение морскому делу на борту барка «Наяд». Позже получил сертификат второго помощника и плавал на барке «Лурлей».
В 1901 году Лорд получил сертификат магистра, а спустя три месяца сертификат мастера. В 1897 году поступил на службу в Тихоокеанскую пароходную компанию. В 1900 году он переходит в компанию «Лейланд Лайн», где в 1906 году получил под командование свою первую команду.
В 1911 году Стенли Лорд стал капитаном лайнера «Калифорниэн».

## «Титаник»

### До катастрофы
В ночь на 15 апреля 1912 года около 22:21 «Калифорниэн» попал в ледяное поле и капитан, остановив судно, решил переждать ночь. Он приказал радисту Сирилу Эвансу предупредить другие суда о ледяном поле. При передаче сообщения «Титанику» Эванс был грубо оборван радистом Джеком Филлипсом, который сердито ответил: «Заткнись! Заткнись! Я занят. Я работаю с мысом Рейс». Ранее радиопередатчик лайнера вышел из строя, и Филлипс, вместе со вторым радистом Гарольдом Брайдом, провёл большую часть дня пытаясь его восстановить. Эванс ещё некоторое время слушал радиосигналы, и в 23:30 отправился спать.

### В ночь на 15 апреля

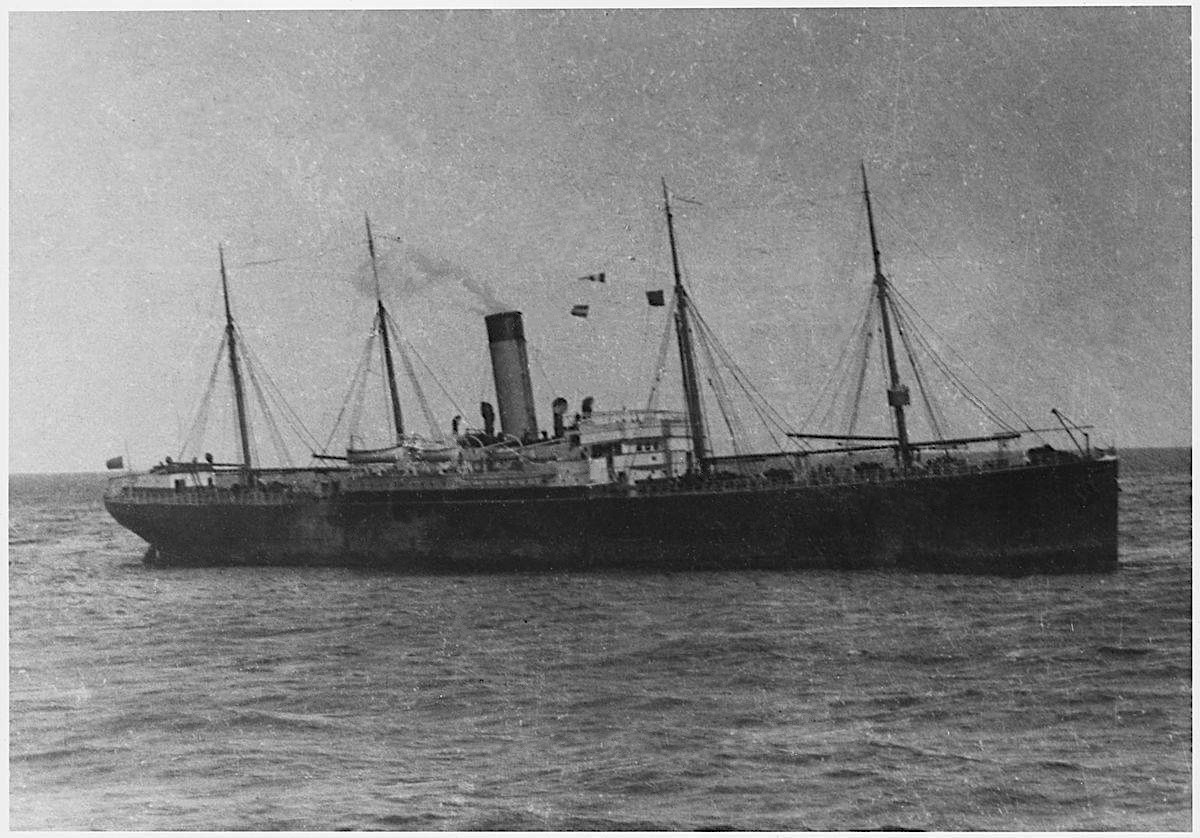
«Калифорниэн»

В течение ночи матросы и офицеры «Калифорниэн» наблюдали за запусками таинственным кораблём сигнальных ракет. Капитан Лорд, которого несколько раз будили, предположил, что ракеты пускает судно, пытающееся идентифицировать другие корабли той же компании. Тем временем на «Титанике» после столкновения четвёртый офицер Джозеф Боксхолл и квартирмейстер Роу пытались связаться с таинственным судном посредством лампы Морзе. Вперёдсмотрящие с «Калифорниэн» видели эти сигналы, но единственный человек, знавший азбуку Морзе, спал. Не в состоянии понять искажённые сообщения капитан Стенли Лорд пришёл к выводу, что это праздничные фейерверки.
За всю ночь так никто и не разбудил радиста. «Калифорниэн» сигналило до 05:30, но было уже поздно — лайнер затонул в 02:20. Исчезновение огней объяснялось командой тем, что судно набрало ход и ушло.

### Показания Лорда
В понедельник утром Лорд получил сообщение от «Франкфурта» о том, что «Титаник» затонул. В 08:30 лайнер остановился рядом с «Карпатией» для поиска выживших.
Из показаний Лорда по запросу Американского следственного комитета 26 апреля 1912 года:
Когда в половине 10 вечера я пришёл на мостик, и указал офицеру на свет, идущий вдоль горизонта. Мы не могли понять где заканчивалось небо и начиналась вода. Вы понимаете, что тогда был штиль. Офицер подумал, что это звезда и я ничего не сказал больше. Я спустился ниже поговорить с инженером об экономии пара. Когда мы пошли наверх, то там встретили радиста. Я спросил: «Вы знаете что-нибудь?» Он ответил: «Титаник».

Мы не видели огни отчётливо. Мы сигнализировали им с лампы Морзе в половине двенадцатого. Они не ответили нам в ответ. Тогда через десять минут мы повторили попытку. У нас очень мощная лампа Морзе, свет от неё виден приблизительно на расстоянии 10 миль, а огни были в 4 милях. В 00:40 я лёг спать.

## Репутация
Лорд подал в отставку в августе 1912 года. По некоторым данным, он был уволен. Следственные комитеты США и Англии неодобрительно отнеслись к действиям капитана, но обвинение не предъявили. Не были сделаны и рекомендации для официального расследования, чтобы установить, виновен ли капитан Лорд. До конца жизни он будет бороться за восстановление своего имени.
В 1913 году Лорд был нанят компанией «Nitrate Producers Steamship Co.», где и оставался до июля 1928 года. После выхода в 1958 году фильма «Гибель «Титаника»» Лорд был возмущён своим изображением в кино и пытался продвинуть свою собственную версию катастрофы.
В то же время, согласно мнению Л. Н. Скрягина, капитан Лорд был действительно невиновен, так как был найден судовой журнал норвежского промыслового судна «Самсон» и личный дневник старшего помощника Хенрика Наэсса. Существует мнение, что судно, которое видели с «Титаника», было «Самсоном», возвращавшимся с браконьерского промысла. Позже, в 1963 году, как указывает тот же Л. Н. Скрягин, старпом Наэсс, выступая на Би-би-си, признал, что видел белые сигнальные ракеты, которые пускали с «Титаника», и принял их за сигналы американского патрульного катера, поэтому «Самсон» погасил огни и взял курс на север, а после к берегам Исландии.

## Смерть
Стенли Лорд умер от хронической почечной недостаточности 24 января 1962 года. Был похоронен на кладбище в Уолласи, Мерсисайд.